# تشارلز ريد (كاتب)
تشارلز ريد (بالإنجليزية: Charles Reade)‏ (8 يونيو 1814 في المملكة المتحدة - 11 أبريل 1884، لندن في المملكة المتحدة)؛ مؤلِّف، كاتب مسرحي وروائي بريطاني. درس في كلية المجدلية.

## روابط خارجية
- تشارلز ريد على موقع IMDb (الإنجليزية)
- تشارلز ريد على موقع الموسوعة البريطانية (الإنجليزية)
- تشارلز ريد على موقع قاعدة بيانات برودواي على الإنترنت (الإنجليزية)
- تشارلز ريد على موقع إن إن دي بي (الإنجليزية)
- تشارلز ريد على موقع قاعدة بيانات الفيلم (الإنجليزية)